# Vacuna antitetánica

## Epidemiología
El tétanos es una enfermedad infecciosa producida por la bacteria Clostridium tetani. En España la incidencia del tétanos ha ido disminuyendo en los últimos años. No existe inmunidad natural y haber padecido la enfermedad tampoco confiere protección, por lo que aparte de medidas higiénicas, la inmunización, mediante la vacunación, es la única forma de prevención de la enfermedad.

## Composición de la vacuna
La vacuna antitetánica es un compuesto proteico que se obtiene de la toxina tetánica y que se modifica con calor y formaldehído. Posteriormente, para su forma galénica, se utiliza el preparado "adsorbido" (toxoide tetánico purificado y adsorbido en hidróxido o fosfato de aluminio).
Existen diversas presentaciones combinadas con otras vacunas, Haemophilus influenzae, hepatitis B y polio inactivada para la vacunación en la infancia.

## Indicaciones
Vacunación universal y sistemática de niños y adultos, según calendarios vigentes en cada país; haciendo especial hincapié en mayores de 50 años, ancianos institucionalizados, ambiente rural y laboral de riesgo, inmigrantes, enfermos de alto riesgo como aquellos que deban recibir cirugía, personas con diabetes, personas inmunocomprometidas (por ejemplo, por el sida), adictos a drogas por vía parenteral, que se realicen tatuajes o piercing. 
Durante el embarazo es de gran importancia estar bien vacunada y debe indicarse si no se halla correctamente vacunada (evitando en lo posible aplicar la vacuna durante el primer trimestre del embarazo).

## Pauta de administración
La primovacunación (o inmunización primaria) consiste en el caso de la vacuna antitetánica, en administrar 3 dosis de vacuna. Tras la primera dosis, se administra una segunda separada un mínimo de 4 semanas o un mes y una tercera dosis a los 6 meses de la segunda (se suele expresar 0,1,6). Posteriormente se recomiendan de forma general una dosis de refuerzo cada 10 años, hasta cumplir 5 dosis.
| Dosis previas    | Supuestos                            | Dosis a administrar                   |
| ---------------- | ------------------------------------ | ------------------------------------- |
| Tres dosis o más | Más de 10 años desde la última dosis | Una dosis                             |
| Dos dosis        | Más de 6 meses desde la última dosis | Una dosis                             |
| Una dosis        | Más de 1 mes desde la dosis          | Dos dosis con un intervalo de 6 meses |

Estas pautas nos indican que no debe reiniciarse el esquema debido a la falta de alguna dosis, debe ser completado con las dosis faltantes.
De acuerdo a la Norma Oficial Mexicana, la dosis de la vacuna es de 0,5 mL intramuscular profunda, la zona de aplicación es en la región deltoidea o en el cuadrante superior externo del glúteo.

## Conservación y almacenamiento
Conservar a temperaturas entre 2 y 8 °C. No congelar.

## Eficacia
La pauta completa (tres dosis) confiere inmunidad en el 99% de los vacunados. Los títulos protectores disminuyen con el tiempo pero persisten al menos durante 10 años desde la última dosis, por lo que es imprescindible asegurar la primovacunación en adolescentes y adultos así como la revacunación a lo largo de toda la vida.
Siguiendo el esquema de tres dosis durante la lactancia, un refuerzo en la infancia, uno en la adolescencia y uno en la edad adulta, la protección puede durar de por vida.

## Efectos secundarios
- En embarazadas es recomendable no administrar la vacuna durante el primer trimestre de la gestación.

- En caso de existir contraindicación para utilizar la vacuna antidiftérica y antipertusis (Tdp) debe utilizarse la T aislada.

- Se han detectado reacciones locales en la zona de inoculación. Son poco frecuentes los casos de mialgias, fiebre y cefalea.

## Historia
El primer toxoide tetánico inactiva fue descubierto y producido en 1924. Esta vacuna demostró ser exitosa cuando se fue usada para prevenir el tétanos en el ejército durante la Segunda Guerra Mundial. La vacuna DTP (que es la vacuna contra la difteria, el tétanos y la tos ferina) se utilizó por primera vez en 1930 y continuó hasta 1991, cuando fue reemplazada por una forma diferente que incluía la vacuna contra la tos ferina acelular, debido a preocupaciones de seguridad. La mitad de los que recibieron la vacuna DTP tenía enrojecimiento, hinchazón y dolor alrededor del sitio de la inyección, lo que convenció a los investigadores para encontrar un sustituto. Existen diversas presentaciones combinadas con el toxoide diftérico y el componente pertussis (DT, Td, DTP, DTPa, dTPa).
Dos nuevas vacunas se pusieron en marcha en 1942. Combinaban tétanos y difteria con la tos ferina acelular (TDaP o DTaP), que se podía dar a adolescentes y adultos (a diferencia de antes, cuando la vacuna sólo se administraba a los niños).